# Türksat 1B
Türksat 1B ist der erste türkische Satellit und ein ehemaliger Fernsehsatellit der Turksat Satellite Communication and Cable TV Operation AS mit Sitz in Monaco. Von August 1994 bis September 1996 auf einer geostationären Bahn bei 42° Ost positioniert, wurde er dann auf 31,3° Ost verschoben. Im Jahr 2006 war nur der Türkeibeam aktiv; der starke Europabeam war inaktiv.